# Premio del Público LUX al Cine Europeo
El Premio del Público LUX (entre 2007 y 2019 denominado Premio LUX de Cine) es un galardón cinematográfico establecido por el Parlamento Europeo (junto a la European Film Academy y en colaboración con la Comisión Europea y la red Europa Cinemas desde 2020), que cada año tanto los eurodiputados como público de entre los ciudadanos de los Estados miembro conceden como reconocimiento al cine europeo y como forma de sensibilizar sobre cuestiones sociales, políticas y culturales de actualidad en Europa y fuera de ella.
El premio busca contribuir a distribuir películas de la UE de gran calidad artística que ilustren la universalidad de los valores europeos, reflejando su diversidad cultural y tratando temas de interés común como la dignidad humana, la igualdad, la no discriminación, la inclusión, la tolerancia, la justicia y la solidaridad. Además de la estatuilla, que representa una Torre de Babel formada por un rollo de película cinematográfica, el premio incluye la financiación del subtitulado de la película en las 24 lenguas oficiales de la Unión Europea y su proyección en todo el territorio, así como la adaptación del idioma original a las personas sordas y con dificultades auditivas.

## Estatuilla
La estatuilla que representa el premio es un rollo de película cinematográfica que forma una Torre de Babel, como símbolo del multilingüismo y la diversidad cultural, reunidas en el mismo lugar y con un solo objetivo.

## Historia
Su primera edición fue en el 2007 y se entregó en una ceremonia en su sede de Estrasburgo el 8 de diciembre a la película germano-turca Del otro lado del director Fatih Akin. 
En el 2008, el Premio se adjudicó a la película belga Le silence de Lorna (El silencio de Lorna), dirigida por los hermanos Jean-Pierre y Luc Dardenne. 
En el 2009, el Premio le correspondió a la película francesa Welcome, del director Philippe Lioret.
El Premio LUX 2010 fue concedido a la película alemana Die Fremde, de la directora austriaca Feo Aladag. El largometraje trata el tema de los crímenes de honor y está nominado a los premios Oscar 2011. 
2011 fue el año de la película francesa Les neiges du Kilimandjaro (Las nieves del Kilimanjaro), dirigida por Robert Guédiguian.
En 2020 la institución se unió a la European Film Academy para, con la colaboración de la Comisión Europea y la red Europa Cinemas, crear el Premio del Público LUX y llegar a una audiencia más amplia.
Desde entonces, el público europeo puede participar en la selección de la película ganadora, combinando sus calificaciones con las de los eurodiputados, decidiéndose el filme ganador con una ponderación del 50% cada grupo. Hasta 2019 eran exclusivamente los eurodiputados los encargados de elegir la película galardonada de entre las nominadas por decisión del jurado de selección del premio, compuesto por profesionales europeos del sector. Hasta ahora, existía únicamente una Mención del Público a su cinta favorita de las tres finalistas cuya votación no tenía repercusión directa sobre los resultados del Premio LUX.
La nueva etapa del premio trajo además consigo la ampliación del número de películas nominadas, pasando de 3 a 5 desde 2023 (debido al impacto del coronavirus en la industria cinematográfica en 2021 y 2022 solo se seleccionarían tres), así como la eliminación de la presentación previa de 10 películas candidatas, anunciándose las nominadas directamente.

## Películas ganadoras y finalistas
| Año  | Título                                  | Director                           | País                                                                                       |
| 2025 | Flow                                    | Gints Zilbalodis                   | Letonia Francia Bélgica                                                                    |
| 2025 | Animal                                  | Sofia Exarchou                     | Grecia Austria Rumania Chipre Bulgaria                                                     |
| 2025 | Dahomey                                 | Mati Diop                          | Francia Senegal Benín                                                                      |
| 2025 | Intercepted                             | Oksana Karpovych                   | Canadá Francia Ucrania                                                                     |
| 2025 | Julie keeps quiet                       | Leonardo van Dijl                  | Bélgica Suecia                                                                             |
| 2024 | Sala de profesores                      | İlker Çatak                        | Alemania                                                                                   |
| 2024 | 20.000 especies de abejas               | Estibaliz Urresola Solaguren       | España                                                                                     |
| 2024 | Fallen Leaves                           | Aki Kaurismäki                     | Finlandia Alemania                                                                         |
| 2024 | Smoke Sauna Sisterhood                  | Anna Hints                         | Estonia Francia Islandia                                                                   |
| 2024 | En el Adamant                           | Nicolas Philibert                  | Francia Japón                                                                              |
| 2023 | Close                                   | Lukas Dhont                        | Bélgica Francia Países Bajos                                                               |
| 2023 | Alcarràs                                | Carla Simón                        | España Italia                                                                              |
| 2023 | El triángulo de la tristeza             | Ruben Östlund                      | Suecia Alemania Francia Turquía Grecia Dinamarca Reino Unido Estados Unidos                |
| 2023 | Burning Days                            | Emin Alper                         | Turquía Francia Alemania Países Bajos Grecia Croacia                                       |
| 2023 | Will-o'-the-Wisp                        | João Pedro Rodrigues               | Portugal Francia                                                                           |
| 2022 | Quo Vadis, Aida?                        | Jasmila Žbanić                     | Bosnia y Herzegovina Austria Rumania Francia Países Bajos Alemania Polonia Noruega Turquía |
| 2022 | Gran libertad                           | Sebastian Meise                    | Austria Alemania                                                                           |
| 2022 | Flee                                    | Jonas Poher Rasmussen              | Dinamarca Francia Noruega Suecia                                                           |
| 2021 | Collective                              | Alexander Nanau                    | Rumania Luxemburgo                                                                         |
| 2021 | Otra ronda                              | Thomas Vinterberg                  | Dinamarca Países Bajos Suecia                                                              |
| 2021 | Corpus Christi                          | Jan Komasa                         | Polonia Francia                                                                            |
| 2019 | Dios es mujer y se llama Petrunya       | Teona Strugar Mitevska             | Macedonia del Norte Bélgica Eslovenia Croacia Francia                                      |
| 2019 | El reino                                | Rodrigo Sorogoyen                  | España Francia                                                                             |
| 2019 | Cold Case Hammarskjöld                  | Mads Brügger                       | Dinamarca Noruega Suecia Bélgica                                                           |
| 2018 | La mujer de la montaña                  | Benedikt Erlingsson                | Islandia Francia Ucrania                                                                   |
| 2018 | Styx                                    | Wolfgang Fischer                   | Alemania Austria                                                                           |
| 2018 | The Other Side of Everything            | Mila Turajlić                      | Serbia Francia Catar                                                                       |
| 2017 | Sámi Blood                              | Amanda Kernell                     | Suecia Dinamarca Noruega                                                                   |
| 2017 | 120 pulsaciones por minuto              | Robin Campillo                     | Francia                                                                                    |
| 2017 | Western                                 | Valeska Grisebach                  | Alemania Bulgaria Austria                                                                  |
| 2016 | Toni Erdmann                            | Maren Ade                          | Alemania Austria                                                                           |
| 2016 | À peine j'ouvre les yeux                | Leyla Bouzid                       | Túnez Francia Bélgica                                                                      |
| 2016 | La vida de Calabacín                    | Claude Barras                      | Suiza Francia                                                                              |
| 2015 | Mustang                                 | Deniz Gamze Ergüven                | Francia Alemania Turquía Catar                                                             |
| 2015 | Mediterranea                            | Jonas Carpignano                   | Italia Estados Unidos Alemania Francia Reino Unido Catar                                   |
| 2015 | La lección                              | Kristina Grozeva y Petar Valchanov | Bulgaria Grecia                                                                            |
| 2014 | Ida                                     | Paweł Pawlikowski                  | Polonia                                                                                    |
| 2014 | Bande de filles                         | Céline Sciamma                     | Francia                                                                                    |
| 2014 | Class Enemy                             | Rok Biček                          | Eslovenia                                                                                  |
| 2013 | Alabama Monroe                          | Felix van Groeningen               | Bélgica                                                                                    |
| 2013 | Miele                                   | Valeria Golino                     | Italia Francia                                                                             |
| 2013 | The Selfish Giant                       | Clio Barnard                       | Reino Unido                                                                                |
| 2012 | La pequeña Venecia (Shun Li y el poeta) | Andrea Segre                       | Italia Francia                                                                             |
| 2012 | Solo el viento                          | Benedek Fliegauf                   | Hungría Alemania Francia                                                                   |
| 2012 | Tabú                                    | Miguel Gomes                       | Portugal Alemania Francia Brasil                                                           |
| 2011 | Las nieves del Kilimanjaro              | Robert Guédiguian                  | Francia                                                                                    |
| 2011 | Attenberg                               | Athina Rachel Tsangari             | Grecia                                                                                     |
| 2011 | Play                                    | Ruben Östlund                      | Suecia Francia Dinamarca                                                                   |
| 2010 | La extraña                              | Feo Aladag                         | Alemania                                                                                   |
| 2010 | Illégal                                 | Olivier Masset-Depasse             | Bélgica Francia Luxemburgo                                                                 |
| 2010 | Akadimia Platonos                       | Filippos Tsitos                    | Grecia Alemania                                                                            |
| 2009 | Welcome                                 | Philippe Lioret                    | Francia                                                                                    |
| 2009 | Eastern Plays                           | Kamen Kalev                        | Bulgaria Suecia                                                                            |
| 2009 | Storm                                   | Hans-Christian Schmid              | Alemania Dinamarca Países Bajos                                                            |
| 2008 | El silencio de Lorna                    | Jean-Pierre y Luc Dardenne         | Francia Bélgica Italia                                                                     |
| 2008 | Ciudadano Havel                         | Miroslav Janek y Pavel Koutecký    | República Checa                                                                            |
| 2008 | Delta                                   | Kornél Mundruczó                   | Hungría Alemania                                                                           |
| 2007 | Al otro lado                            | Fatih Akın                         | Alemania Turquía                                                                           |
| 2007 | 4 meses, 3 semanas, 2 días              | Cristian Mungiu                    | Rumania                                                                                    |
| 2007 | Belle toujours                          | Manoel de Oliveira                 | Portugal Francia                                                                           |

      Largometraje ganador.
      Largometraje nominado.
      Largometraje candidato (a partir de 2021 se suprimieron las candidaturas).